# Buse (oiseau)
Pour les articles homonymes, voir Buse.
Taxons concernés
Parmi la famille des Accipitridae
- Genre principal :
  - Buteo (buses)
- Autres genres (dont des buses): 
  - Asturina
  - Busarellus
  - Buteogallus
  - Geranoaetus
  - Geranospiza
  - Harpyhaliaetus
  - Leucopternis
  - Parabuteo
- Espèces :

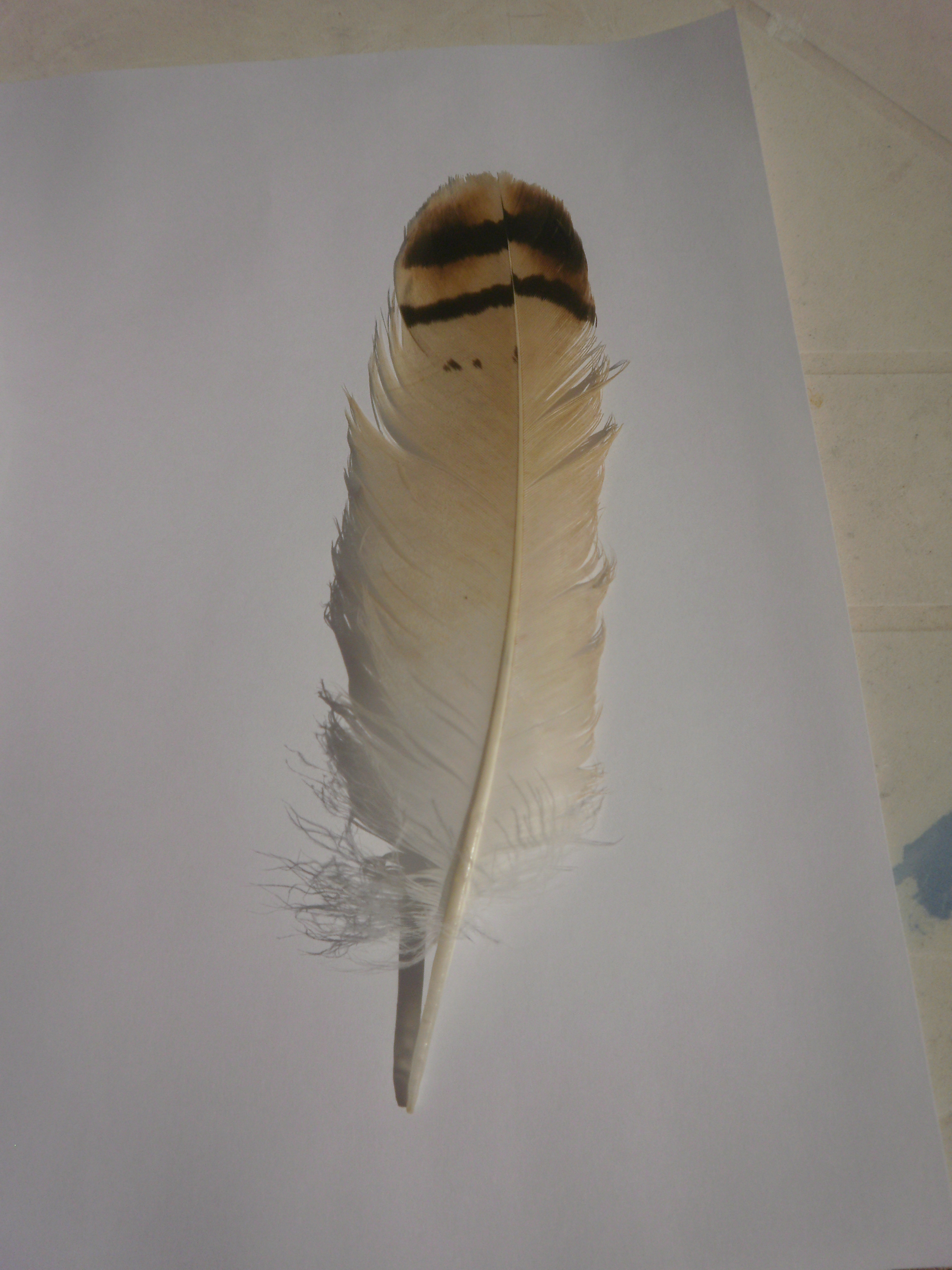
Plume de buse

Le terme buse est le nom vernaculaire donné à certains rapaces diurnes, de la famille des Accipitridae. Ils se composent essentiellement des espèces du genre Buteo mais on trouve des buses réparties dans huit autres genres de la même famille. L'espèce la plus connue est la Buse variable.

## Espèces du genreButeo
- Buse à gros bec — Buteo magnirostris
- Buse à épaulettes — Buteo lineatus
- Buse de Ridgway — Buteo ridgwayi
- Petite buse — Buteo platypterus
- Buse cul-blanc — Buteo leucorrhous
- Buse à queue courte — Buteo brachyurus
- Buse à gorge blanche — Buteo albigula
- Buse de Swainson — Buteo swainsoni
- Buse à queue blanche — Buteo albicaudatus
- Buse des Galapagos — Buteo galapagoensis
- Buse tricolore — Buteo polyosoma
- Buse du puna — Buteo poecilochrous
- Buse à queue barrée — Buteo albonotatus
- Buse d'Hawaii — Buteo solitarius
- Buse à queue rousse — Buteo jamaicensis
- Buse de Patagonie — Buteo ventralis
- Buse variable — Buteo buteo
- Buse montagnarde — Buteo oreophilus
- Buse de Madagascar — Buteo brachypterus
- Buse féroce — Buteo rufinus
- Buse de Chine — Buteo hemilasius
- Buse rouilleuse — Buteo regalis
- Buse pattue — Buteo lagopus
- Buse d'Afrique — Buteo auguralis
- Buse augure — Buteo augur
- Buse d'Aurea — Buteo aureus
- Buse rounoir — Buteo rufofuscus

## Autres espèces de buses
- Buse échasse — Geranospiza caerulescens
- Buse plombée — Leucopternis plumbea
- Buse ardoisée — Leucopternis schistacea
- Buse barrée — Leucopternis princeps
- Buse à face noire — Leucopternis melanops
- Buse à sourcils blancs — Leucopternis kuhli
- Buse lacernulée — Leucopternis lacernulata
- Buse semiplombée — Leucopternis semiplumbea
- Buse blanche — Leucopternis albicollis
- Buse à dos gris — Leucopternis occidentalis
- Buse mantelée — Leucopternis polionota
- Buse buson — Buteogallus aequinoctialis
- Buse noire — Buteogallus anthracinus
  - Buse des mangroves — Buteogallus anthracinus subtilis
- Buse urubu — Buteogallus urubitinga
- Buse roussâtre — Buteogallus meridionalis
- Buse de Harris — Parabuteo unicinctus
- Buse à tête blanche — Busarellus nigricollis
- Buse aguia — Geranoaetus melanoleucus
- Buse solitaire — Harpyhaliaetus solitarius
- Buse couronnée — Harpyhaliaetus coronatus
- Buse grise — Asturina plagiata
- Buse cendrée — Asturina nitida